# Angie Harmon
Angela Michelle "Angie" Harmon (n. Texas, 10 de agosto de 1972) es una modelo y actriz de cine y televisión estadounidense. Se convirtió en una modelo muy conocida antes de ganar fama internacional por sus roles en Baywatch Nights y Law & Order. Desde 2010 – 2016 protagonizó a la detective Jane Rizzoli en la serie de televisión Rizzoli & Isles.

## Biografía

### Primeros años
Es hija de Daphne Demar (de soltera Caravageli) y Lawrence Paul "Larry" Harmon, y se divorciaron siendo ella pequeña. Su madre es de ascendencia griega y su padre es inglés-cherokee. Sus padres fueron modelos de la década de 1970.
Harmon trabajó como modelo infantil y en 1987, ganó un concurso de modelaje de la revista Seventeen a los 15 años de edad, después de haber sido seleccionada de un grupo de 63,000 adolescentes. Asistió a Highland Park High School hasta 1990, donde fue miembro de la Highland Belles. Una de sus compañeras fue Stephanie March, de la serie Law and Order: Special Victims Unit, que estaba en segundo año, cuando Harmon estaba en el último. Ganó un concurso de modelos Spectrum Model Search para posteriormente seguir una exitosa carrera como modelo y ser bien conocida en la década de 1990 trabajando para Calvin Klein, Giorgio Armani y Donna Karan, aparte de lo cual apareció en portadas de Elle, Cosmopolitan y Esquire. Actualmente, sigue participando en la agencia IMG Models en Nueva York.

### Carrera
Harmon comenzó a actuar en 1995 tras ser descubierta en un avión por David Hasselhoff. A continuación, protagonizó varias series de televisión, incluyendo Baywatch Nights, Baywatch y C-16: FBI. También apareció en la película de 1998 Lawn Dogs, que recibió solo un estreno limitado. A finales de 1990, Harmon fue más conocida por unirse a la cadena NBC para la serie Law & Order, en la que interpretó a la ayudante del fiscal de distrito Abbie Carmichael desde 1998 hasta 2001. Durante ese período de tiempo también prestó su voz para el personaje Barbara Gordon en la película de animación Batman Beyond: Return of the Joker, sustituyendo a Stockard Channing en ese papel.
Harmon dejó Law & Order para concentrarse en su carrera cinematográfica, aludiendo que prefería trabajar más en el cine que en la televisión. Después de aparecer en 2001 en el lanzamiento directo a vídeo Good Advice, tuvo un papel secundario en la película Agent Cody Banks (2003), interpretando a una entrenadora de la CIA que adiestraba a un agente adolescente Frankie Muniz.
En 2006, Harmon coprotagonizó junto a Cuba Gooding Jr. y James Woods en el drama de suspense político End Game, que fue lanzado directo a DVD.
En 2006, Harmon participó en el piloto de la serie de ABC Secrets of a Small Town. También participó en otra serie de televisión que no era de la  NBC, Inconceivable, que fue cancelado después de dos episodios. Al año siguiente, protagonizó otro piloto de ABC, Club contra el crimen. El drama de policías fue detenido, pero salieron al aire solo diez de los trece episodios.
Harmon fue una de las cinco actrices que posaron haciendo un desnudo discreto para la revista Allure de mayo de 2008, las otras actrices fueron Gabrielle Union, Zoe McLellan, Jill Scott, y Ana Ortiz.
En 2010, Harmon organizó un comercial de UpLiv, un programa de gestión del estrés, y también apareció en un comercial de Olay "Pro-X" crema para arrugas.
Harmon protagoniza junto a Sasha Alexander en TNT la serie de policías Rizzoli & Isles, grabada en Boston, Massachusetts. La serie se estrenó el 12 de julio de 2010.

### Vida personal
Harmon estuvo casada con el exjugador profesional de fútbol americano, Jason Sehorn. Se conocieron el 13 de octubre de 1998. Harmon grababa un segmento de la entrevista en el Tonight Show con Jay Leno cuando este presentó a Sehorn como invitado sorpresa. Sehorn de inmediato se acercó a Harmon, se arrodilló y le propuso matrimonio. Se casaron el 9 de junio de 2001 y tienen tres hijas: Finley Faith (nacida el 14 de octubre de 2003), Avery Grace (nacida el 21 de junio de 2005) y Emery Hope (nacida 18 de diciembre de 2008).El matrimonio se divorció en 2016. En 2019 comenzó a salir con el también actor Greg Vaughan y posteriormente se comprometieron, en 2021 la pareja canceló su compromiso y terminaron su relación.

## Filmografía

### Películas
| Año  | Título                             | Papel                    | Notas |
| ---- | ---------------------------------- | ------------------------ | ----- |
| 1997 | Lawn Dogs                          | Pam                      |       |
| 2000 | Batman Beyond: Return of the Joker | Comisaria Barbara Gordon | Voz   |
| 2001 | Good Advice                        | Page Hensen              |       |
| 2003 | Agent Cody Banks                   | Ronica Miles             |       |
| 2005 | The Deal                           | Anna                     |       |
| 2005 | Fun with Dick and Jane             | Veronica Cleeman         |       |
| 2006 | End Game                           | Kate Crawford            |       |
| 2006 | Glass House: The Good Mother       | Eve Goode                |       |
| 2007 | Seraphim Falls                     | Rose                     |       |

### Televisión
| Año       | Título                               | Papel                                              | Episodio/s | Notas                            |
| --------- | ------------------------------------ | -------------------------------------------------- | ---------- | -------------------------------- |
| 1995      | Renegade                             | Debbie Prentice                                    | 1          | "Offshore Thunder"               |
| 1995–1997 | Baywatch Nights                      | Ryan McBride                                       | 44         |                                  |
| 1996      | Baywatch                             | Ryan McBride                                       | 1          | "Sail Away"                      |
| 1997–1998 | C-16: FBI                            | Amanda Reardon                                     | 12         |                                  |
| 1998–2001 | Law & Order                          | Abbie Carmichael, ayudante del fiscal del distrito | 72         |                                  |
| 1999–2000 | Law & Order: Special Victims Unit    | Abbie Carmichael, ayudante del fiscal del distrito | 6          |                                  |
| 2000–2001 | Batman Beyond                        | Comisaria Barbara Gordon                           | 3          |                                  |
| 2002      | Video Voyeur: The Susan Wilson Story | Susan Wilson                                       |            | Película                         |
| 2005      | Inconceivable                        | Dra. Nora Campbell                                 | 10         |                                  |
| 2006      | Secrets of a Small Town              | Bethany Steele                                     | 1          | "Pilot"                          |
| 2007–2008 | Women's Murder Club                  | Inspectora Lindsay Boxer                           | 13         |                                  |
| 2008      | Living Proof                         | Lilly Tartikoff                                    |            | Película                         |
| 2009      | Samantha Who?                        | Gigi                                               | 1          | "The Other Woman"                |
| 2010      | Chuck                                | Sydney                                             | 1          | "Chuck Versus Operation Awesome" |
| 2010–2016 | Rizzoli & Isles                      | Jane Rizzoli                                       |            |                                  |